# Списък на олимпийските шампиони на Украйна
По-долу е даден списък на всички олимпийски шампиони от Украйна. Към април 2021 г. общо 41 спортисти са спечелили олимпийски златни медали (36 на летни Олимпийски игри и 5 на зимни). В списъка спортистите са подредени първо по брой на златните медали, след това по азбучен ред.

## Олимпийски игри
Първият олимпийски шампион на независима Украйна е фигуристката Оксана Баюл (на 16 години при спечелването на златния медал), първият шампион на летни Олимпийски игри е борецът в класическия стил Вячеслав Олейник.
| Име                    | Фотография               | Вид спорт               | Брой | Дата                                                                          | Възраст                                                                    | Коментар                     |
| ---------------------- | ------------------------ | ----------------------- | ---- | ----------------------------------------------------------------------------- | -------------------------------------------------------------------------- | ---------------------------- |
| Яна Клочкова           | Яна Клочкова             | Плуване                 | 4    | 16 септември 2000 г. 19 септември 2000 г. 14 август 2004 г. 17 август 2004 г. | 18 години и 40 дни 18 години и 43 дни 22 години и 7 дни 22 години и 10 дни |                              |
| Василий Ломаченко      | Василий Ломаченко        | Бокс                    | 2    | 23 август 2008 г. 12 август 2012 г.                                           | 20 години и 188 дни 24 години и 177 дни                                    |                              |
| Лилия Подкопаева       | Лилия Подкопаева         | Спортна гимнастика      | 2    | 1996 юли 25 29 юли 1996 г.                                                    | 17 години и 345 дни 17 години и 349 дни                                    |                              |
| Юрий Чебан             | Юрий Чебан               | Кану-каяк               | 2    | 11 август 2012 г. 18 август 2016 г.                                           | 26 години и 37 дни 30 години и 44 дни                                      |                              |
| Артур Айвазян          |                          | Спортна стрелба         | 1    | 2008 август 15                                                                | 35 години и 214 дни                                                        |                              |
| Оксана Баюл            | Оксана Баюл              | Фигурно пързаляне       | 1    | 25 февруари 1994 г.                                                           | 16 години и 101 дни                                                        |                              |
| Евгений Браславец      |                          | Ветроходство            | 1    | 1 август 1996 г.                                                              | 23 години и 325 дни                                                        | В двойка с Игор Матвиенко    |
| Валерий Гончаров       | Валерий Гончаров         | Спортна гимнастика      | 1    | 23 август 2004 г.                                                             | 26 години и 339 дни                                                        |                              |
| Яна Дементиева         | Яна Дементиева           | Академично гребане      | 1    | 1 август 2012 г.                                                              | 33 години и 283 дни                                                        | Отборно                      |
| Наталия Добринска      | Наталия Добринска        | Лека атлетика           | 1    | 16 август 2008 г.                                                             | 26 години и 79 дни                                                         |                              |
| Наталия Довгодко       | Наталия Довгодко         | Академично гребане      | 1    | 1 август 2012 г.                                                              | 21 години и 176 дни                                                        | Отборно                      |
| Олга Жовнир            | Олга Жовнир              | Фехтовка                | 1    | 14 август 2008 г.                                                             | 19 години и 67 дни                                                         | Отборно                      |
| Владимир Кличко        | Владимир Кличко          | Бокс                    | 1    | 4 август 1996 г.                                                              | 20 години и 132 дни                                                        |                              |
| Анастасия Коженкова    | Анастасия Коженкова      | Академично гребане      | 1    | 1 август 2012 г.                                                              | 26 години и 195 дни                                                        | Отборно                      |
| Елена Костевич         | Елена Костевич           | Спортна стрелба         | 1    | 15 август 2004 г.                                                             | 19 години и 123 дни                                                        |                              |
| Инеса Кравец           |                          | Лека атлетика           | 1    | 31 юли 1996 г.                                                                | 29 години и 300 дни                                                        |                              |
| Игор Матвиенко         |                          | Ветроходство            | 1    | 1 август 1996 г.                                                              | 25 години и 76 дни                                                         | В двойка с Евгений Браславец |
| Ирина Мерлени          | Ирина Мерлени            | Борба                   | 1    | 23 август 2004 г.                                                             | 22 години и 197 дни                                                        |                              |
| Николай Милчев         | Николай Милчев в средата | Спортна стрелба         | 1    | 23 септември 2000 г.                                                          | 32 години и 325 дни                                                        |                              |
| Юрий Никитин           | Юрий Никитин             | Скокове на батут        | 1    | 21 август 2004 г.                                                             | 26 години и 37 дни                                                         |                              |
| Вячеслав Олейник       |                          | Борба                   | 1    | 22 юли 1996 г.                                                                | 30 години и 86 дни                                                         |                              |
| Инна Осипенко-Радомска | Инна Осипенко-Радомска   | Кану-каяк               | 1    | 23 август 2008 г.                                                             | 25 години и 338 дни                                                        |                              |
| Александър Петрив      |                          | Спортна стрелба         | 1    | 16 август 2008 г.                                                             | 34 години и 11 дни                                                         |                              |
| Галина Пундик          | Галина Пундик            | Фехтовка                | 1    | 14 август 2008 г.                                                             | 20 години и 281 дни                                                        | Отборно                      |
| Виктор Рубан           | Виктор Рубан             | Стрелба с лък           | 1    | 15 август 2008 г.                                                             | 27 години и 83 дни                                                         |                              |
| Екатерина Серебрянска  | Екатерина Серебрянская   | Художествена гимнастика | 1    | 4 август 1996 г.                                                              | 18 години и 284 дни                                                        |                              |
| Наталия Филоненко      |                          | Вдигане на тежести      | 1    | 18 август 2004 г.                                                             | 23 години и 15 дни                                                         |                              |
| Тимур Таймазов         |                          | Вдигане на тежести      | 1    | 29 юли 1996 г.                                                                | 25 години и 325 дни                                                        |                              |
| Екатерина Тарасенко    | Екатерина Тарасенко      | Академично гребане      | 1    | 1 август 2012 г.                                                              | 24 години и 361 дни                                                        | Отборно                      |
| Елбрус Тедеев          | Елбрус Тедеев            | Борба                   | 1    | 28 август 2004 г.                                                             | 29 години и 267 дни                                                        |                              |
| Алексей Торохтий       | Алексей Торохтий         | Вдигане на тежести      | 1    | 6 август 2012 г.                                                              | 26 години и 76 дни                                                         |                              |
| Александър Усик        | Александър Усик          | Бокс                    | 1    | 6 август 2012 г.                                                              | 25 години и 207 дни                                                        |                              |
| Олга Харлан            | Олга Харлан              | Фехтовка                | 1    | 14 август 2008 г.                                                             | 17 години и 345 дни                                                        | Отборно                      |
| Елена Хомрова          | Елена Хомрова            | Фехтовка                | 1    | 14 август 2008 г.                                                             | 21 години и 90 дни                                                         | Отборно                      |
| Рустам Шарипов         | Рустам Шарипов           | Спортна гимнастика      | 1    | 29 юли 1996 г.                                                                | 25 години и 57 дни                                                         |                              |
| Яна Шемякина           | Яна Шемякина             | Фехтовка                | 1    | 30 юли 2012 г.                                                                | 26 години и 207 дни                                                        |                              |
| Юлия Джима             |                          | Биатлон                 | 1    | 21 февруари 2014 г.                                                           |                                                                            | Отборно                      |
| Вита Семеренко         |                          | Биатлон                 | 1    | 21 февруари 2014 г.                                                           |                                                                            | Отборно                      |
| Валентина Семеренко    |                          | Биатлон                 | 1    | 21 февруари 2014 г.                                                           |                                                                            | Отборно                      |
| Елена Пидгрушна        |                          | Биатлон                 | 1    | 21 февруари 2014 г.                                                           |                                                                            | Отборно                      |
| Олег Верняев           |                          | Спортна гимнастика      | 1    |                                                                               |                                                                            |                              |

На 18 август 2004 г. лекоатлетът Юрий Белоног печели златен медал, но на 1 декември 2012 г. с решение на Дисциплинарната комисия на МОК той е лишен от медала си поради забранено лекарство, открито в допинг проба.
Общо 41 души са спечелили златни медали за Украйна: 18 мъже и 23 жени, от които Яна Клочкова е 4-кратна шампионка, още трима души са печелили златен медал по два пъти. Рустам Шарипов е двукратен олимпийски шампион, представяйки различни държави: през 1992 г. той печели златен медал като представител на отбора на ОНД, а през 1996 г. – като представител на Украйна.
Най-младият състезател в деня на спечелването на медала е фигуристката Оксана Баюл, която става шампионка на възраст 16 години и 101 дни, най-младите шампиони на летни Олимпийски игри са гимнастичката Лилия Подкопаева и фехтовачката Олга Харлан (и двете печелят златния медал на възраст 17 години и 345 дни), най-възрастният олимпийски шампион е стрелецът Артур Айвазян, който печели медала на възраст 35 години и 214 дни.